# География Южного региона Бразилии
География Южного региона Бразилии — область исследований и знаний о географических характеристиках территории юга Бразилии.   
Плато Араукариас (также Южное плато) состоит из древних осадочных пород (песчаников) и обширного распространения изверженных магматических пород (базальтов). Оно подразделяется на:

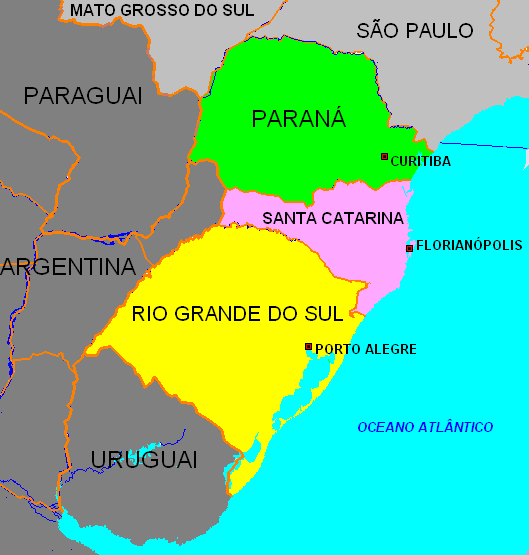
Политическая карта Южного региона Бразилии

- Песчаниково-базальтовое плато, на котором образуются куэсты, называемые горными хребтами — Серра-Жераль[порт.] (Санта-Катарина) и кошилья[порт.] (Риу-Гранди-ду-Сул)[1];

- Периферийная депрессия (порт. Depressão Periférica), которая называется Второе плато Параны (порт. Segundo Planalto Paranaense) и Центральная депрессия в Риу-Гранди-ду-Сул[1].

Бразильское кристаллическое плато состоит из древних магматических и метаморфических пород вдоль побережья и горной системы Серра-ду-Мар. В районах с меньшей высотой и большей волнистостью на юге характеризуются как Серрас-де-Судесте с большим количеством кошилья.